# Juan Gómez González
|  | Per a altres significats, vegeu «Juan Gómez González (futbolista mexicà)». |

Juan Gómez González més conegut com a Juanito (Fuengirola, Màlaga, 10 de novembre del 1954 - Mèrida, 2 d'abril del 1992) va ser un futbolista professional andalús. Després de passar pel Fuengirola CF i l'Atlètic de Madrid va ser venut al Burgos CF, amb el qual va pujar a Primera Divisió i essent escollit el millor jugador espanyol per la revista Don Balón. El 1977 va fitxar pel Reial Madrid per 27 milions de pessetes, jugant-hi 10 anys i convertint-se en un ídol per a l'afició.
Juanito jugava com a davanter i va ser considerat un dels millors jugadors del país. Va ser internacional amb la selecció espanyola. Als últims anys va entrenar al CP Mérida.

## Palmarès
| Títol            | Equip       | País    | Any  |
| ---------------- | ----------- | ------- | ---- |
| Segona Divisió   | Burgos CF   | Espanya | 1976 |
| Lliga espanyola  | Real Madrid | Espanya | 1978 |
| Lliga espanyola  | Real Madrid | Espanya | 1979 |
| Lliga espanyola  | Real Madrid | Espanya | 1980 |
| Copa del Rei     | Real Madrid | Espanya | 1980 |
| Copa del Rei     | Real Madrid | Espanya | 1982 |
| Trofeu Pitxitxi  | Real Madrid | Espanya | 1984 |
| Copa de la UEFA  | Real Madrid | Espanya | 1985 |
| Copa de la Lliga | Real Madrid | Espanya | 1985 |
| Lliga espanyola  | Real Madrid | Espanya | 1986 |
| Copa de la UEFA  | Real Madrid | Espanya | 1986 |
| Lliga espanyola  | Real Madrid | Espanya | 1987 |